# Marc de la Nativité de la Vierge
Marc de la Nativité de la Vierge (1617-1696) est un carme français, auteur d'ouvrages ascétiques qui ont joué un rôle majeur dans la formation des membres de la Réforme de Touraine.

## Biographie

### La formation
Jean Genest est né le 9 janvier 1617 dans le diocèse d'Angers, à Cuon, près de Saumur (France). Quand il a huit ans, ses parents, des gens aisés, le mettent en pension, avec son frère, au collège royal Henri-le-Grand, tenu par les jésuites de La Flèche (et qui avait été fréquenté par Descartes une dizaine d'années auparavant). Dans cet établissement, il est séduit par l'exemple des jeunes carmes, qui suivaient des cours de théologie. Aussi entre-t-il, dès l'âge de quinze ans, au noviciat carmélitain de Rennes, où règne la stricte observance de la Réforme de Touraine. Ayant reçu l'habit le 8 septembre 1631, il fait profession le 8 février 1633, sous le nom de Marc de la Nativité de la Vierge, au terme de trois ans de noviciat, au cours desquels il a été formé par Jean de Saint-Samson et Bernard de Sainte-Magdeleine (1589-1669), futur maître de Maur de l'Enfant-Jésus. Après des études de philosophie à Angers, il approfondit la théologie à Rennes en 1638. L'année suivante, sous la conduite de Mathias de Saint-Jean, il participe durant quelques mois à la tentative avortée d'imposer la Réforme de Touraine au couvent parisien de la place Maubert. En 1640, il soutient ses thèses théologiques, en présence du Parlement de Bretagne. Au chapitre provincial tenu à Poitiers en 1647, il donne de nouvelles preuves de sa maîtrise, avec un enseignement sur la théologie mystique.

### Le formateur
Ses supérieurs ont destiné Marc à la formation des novices. À ce même chapitre de 1647, ils commencent par lui confier la mise en forme des notes rédigées depuis 1634 par Bernard de Sainte-Magdeleine, en vue de la publication d'un manuel complet pour la direction du noviciat. À cet effet, Marc se retire pendant deux ans au couvent d'Aulnay, non sans bénéficier, la première année, de la collaboration de Maur de l'Enfant-Jésus. C'est ainsi qu'en 1650 et 1651 paraissent les quatre volumes de la Conduite spirituelle, résultat d'un travail qui remontait, en réalité, à l'année 1639. En 1651, Marc devient prieur à Tours, en 1655 à Angers, et de nouveau à Tours, en 1662, année où il exerce également la fonction de visiteur général des provinces carmélitaines de Narbonne et de Gascogne. En 1665, il est nommé maître des novices et commissaire général au chapitre de la province de Touraine. En 1669, il est prieur à Poitiers et représente le provincial au chapitre général de l'Ordre. En 1672, il est désigné comme maître des novices et définiteur. En 1679, il redevient maître des novices et remplace le provincial au chapitre général, ce qui se produira encore en 1681. En 1682, il est commissaire général au chapitre provincial de Gascogne. En 1684, il devient prieur à La Flèche et commissaire général au chapitre de Touraine. En 1687, il est élu provincial, avant de devenir prieur à Paris, au couvent des Billettes, en 1690, puis définiteur en 1693. Il décède à Tours, le 23 février 1696. Quelques mois plus tard, son disciple, Michel-Joseph de Saint-Marc publie le Traité de la componction, cinquième volume du directoire des novices, auquel Marc travaillait depuis le milieu du siècle.

## Postérité
La Conduite spirituelle constitue l'œuvre principale de Marc de la Nativité. Le premier volume regroupe treize entretiens, qui ont pour but de former et purifier la vocation religieuse, en soulignant la nécessité de la mortification. Servant également de base à la méditation des débutants, chaque entretien se clôt sur une pratique affective. Le deuxième volume se présente comme un catéchisme sur les vérités de la foi catholique. Le troisième volume correspond aux statuts et règles de la réforme, consignés en 1615 dans les Exercitia conventualia de Philippe Thibault, et dresse un aperçu des actions extérieures et intérieures que l'on est en droit d'attendre d'un carme de la Réforme de Touraine. L'objectif est de parvenir à une exacte uniformité conventuelle par une parfaite conformité des pratiques individuelles, même si l'auteur insiste sur la priorité de la vie spirituelle, à la suite de Jean de Saint-Samson et de Dominique de Saint-Albert. Le quatrième volume est centré sur l'oraison et l'occupation intérieure de Dieu. Alors que Jean de Saint-Samson insistait presque exclusivement sur la pratique affective et Dominique de Saint-Albert sur la présentation systématique, Marc se limite à une méthode détaillée, classique et accessible au plus grand nombre. Il analyse, toutefois, deux formes de prière caractéristiques de la Réforme de Touraine : l'oraison aspirative et l'exercice de la présence de Dieu. Publié deux fois en français, ce livre a également été édité en latin, à Cologne, en 1687. Quant au cinquième volume, il expose les implications d'un point de la Règle carmélitaine (De corde puro et conscientia bona Deo deservire), en insistant sur la pénitence, la contrition du cœur et la componction, définie comme disposition à la vie de l'esprit et entrée en oraison. L'ensemble des cinq volumes a fourni à la réforme de Touraine un cadre solide et équilibré, propre à former un grand nombre de novices et à maintenir l'observance communautaire. Les quatre premiers tomes ont aussi été publiés en italien à Venise en 1686, puis dans cette même ville et à Turin en 1757. Outre ce fameux directoire, Marc a consacré trois autres ouvrages à la vie religieuse : une Justification des privilèges des réguliers, un inventaire des différents services conventuels, et une édition de l'office liturgique de la Vierge. Cette dimension mariale se retrouve encore dans un manuel destiné au Tiers-Ordre carmélitain, qui a connu plusieurs rééditions en français, et trois éditions en italien (Venise, 1686; Nice, 1755; Bologne, 1873). Un ouvrage ascétique en a été tiré, qui s'intitule Pratique de bien vivre et bien mourir. À cette liste bibliographique, il faudrait encore ajouter les lettres aux supérieurs généraux et à certains carmes vivant à Rome : conservée dans les archives de l'Ordre, cette correspondance fait état de démêlés avec le janséniste Antoine Arnauld.

## Spiritualité
Focalisé sur la formation commune et la stricte observance, Marc a composé une œuvre ascétique, qui ne fait que rarement allusion à la mystique. Il semble même déconseiller aux novices les livres traitant de ce sujet. Pourtant, de l'enseignement de Jean de Saint-Samson, il a essentiellement retenu l'aspect affectif de la vie spirituelle. Ainsi, le traité sur l'oraison présente la motion de la volonté comme le but auquel doit tendre la méditation, celle-ci étant un exercice de l'entendement, préparé par la mémoire. De même, le traité sur la componction se présente comme une suite de colloques ou de soliloques méditatifs, à forte tonalité affective, de manière à stimuler la défiance de soi et la crainte de Dieu. C'est toutefois dans l'analyse de l'oraison aspirative et de l'exercice de la présence de Dieu, que l'influence de Jean de Saint-Samson est la plus nette. Marc estime que ces deux types d'exercice reflètent le vray esprit du Carmel, parce qu'ils permettent de prier continuellement. Il définit l'oraison aspirative comme ce continuel et actuel entretien affectif avec Dieu, et distingue en elle différents degrés: la componction, le désir de Dieu, l'amour fervent et unitif. Parallèlement, il détaille trois manières de pratiquer la présence de Dieu : la présence dite imaginaire ou représentation matérielle de Dieu, la présence intellectuelle ou acte de foi sans image, et la présence affective, à la fois adhésion amoureuse et expérience savoureuse du divin. Ici s'arrête l'auteur, au seuil de la vie mystique. Il convient d'ailleurs de souligner que s'il accorde autant d'importance que Jean Saint-Samson aux pratiques affectives, il recherche à travers celles-ci des profits d'ordre moral, et non la transformation mystique de la personne, contrairement au maître spirituel de la réforme.

### Œuvres
- Conduite spirituelle des novices, pour les convens reformez de l'ordre de Notre-Dame du Mont-Carmel contient :

1. Préparation à la vie religieuse, où sont exposez les principaux motifs de renoncer au monde pour embrasser l'estat de la Religion, Paris, 1650; 1664; 1671.
2. Instruction chrestienne, contenant l'explication des mystères et veritez de la foy, sur la croyance et pratique desquelles on doit jetter les fondemens de la vie religieuse, Paris, 1651; 1664; 1672.
3. La vie regulière, ou enseignemens nécessaires pour pratiquer sainctement toutes les actions de la Religion, Paris, 1651, 1668
4. Méthode claire et facile pour bien faire oraison mentale et pour s'exercer avec fruit en la présence de Dieu, Paris, 1650; 1658.
5. Traité de la componction, Tours, 1696.

- Justification des privilèges des réguliers..., La Flèche, 1658.
- Directoire des petits offices de la Religion, tome I, La Flèche, 1677; tomes II et III, Angers, 1677; tome IV, Angers, 1679; tome V, La Flèche, 1680; abrégé, Angers, 1679.
- Le manuel du Tiers-ordre de Notre-Dame du Mont-Carmel, Angers, 1681.
- La pratique de bien vivre et bien mourir, Angers, 1689.
- Office de la Vierge, selon l'ancien usage de l'ordre de Notre-Dame du Mont-Carmel, Paris, 1696.

### Éditions récentes
- Méthode claire et facile pour bien faire oraison mentale et pour s'exercer avec fruit en la présence de Dieu, édition revue et adaptée par Innocent de Marie Immaculée, Bruges, 1962.
- Directorium carmelitanum vitae spiritualis, Vatican, 1940.

### Études
- H. Blommestijn, « Marc de la Nativité de la Vierge », Dictionnaire de spiritualité ascétique et mystique, Paris, Beauchesne, t. X,‎ 1980, p. 284–287.